# 塞莱斯蒂娜
《塞莱斯蒂娜》（西班牙語：La Celestina），原题《卡利斯托和梅利贝娅的悲喜剧》（西班牙語：Tragicomedia de Calisto y Melibea）是西班牙中世纪时期的对话体长篇小说，讲述一个以悲剧结局告终的爱情故事。
作者在藏头诗中的名字是费尔南多·德·罗哈斯。据说，他是一名犹太教到基督教的改宗者，也是一名律师，晚年担任卡斯蒂利亚王国首都托莱多附近塔拉韦拉-德拉雷纳的市议员。

## 中译本
- 罗哈斯 (西). . 上海外语教育出版社. 2009  [2019-03-03]. ISBN 9787544609326 （中文）.
- 罗哈斯 德·费尔南多（西）. . 由蔡润国翻译. 中国对外翻译出版公司. 1993. ISBN 9787500102533 （中文）.